# Grandeur of the Seas
Le Grandeur of the Seas est un paquebot de croisière de classe Vision construit dans le chantier naval d'Helsinki en Finlande pour la Royal Caribbean International.

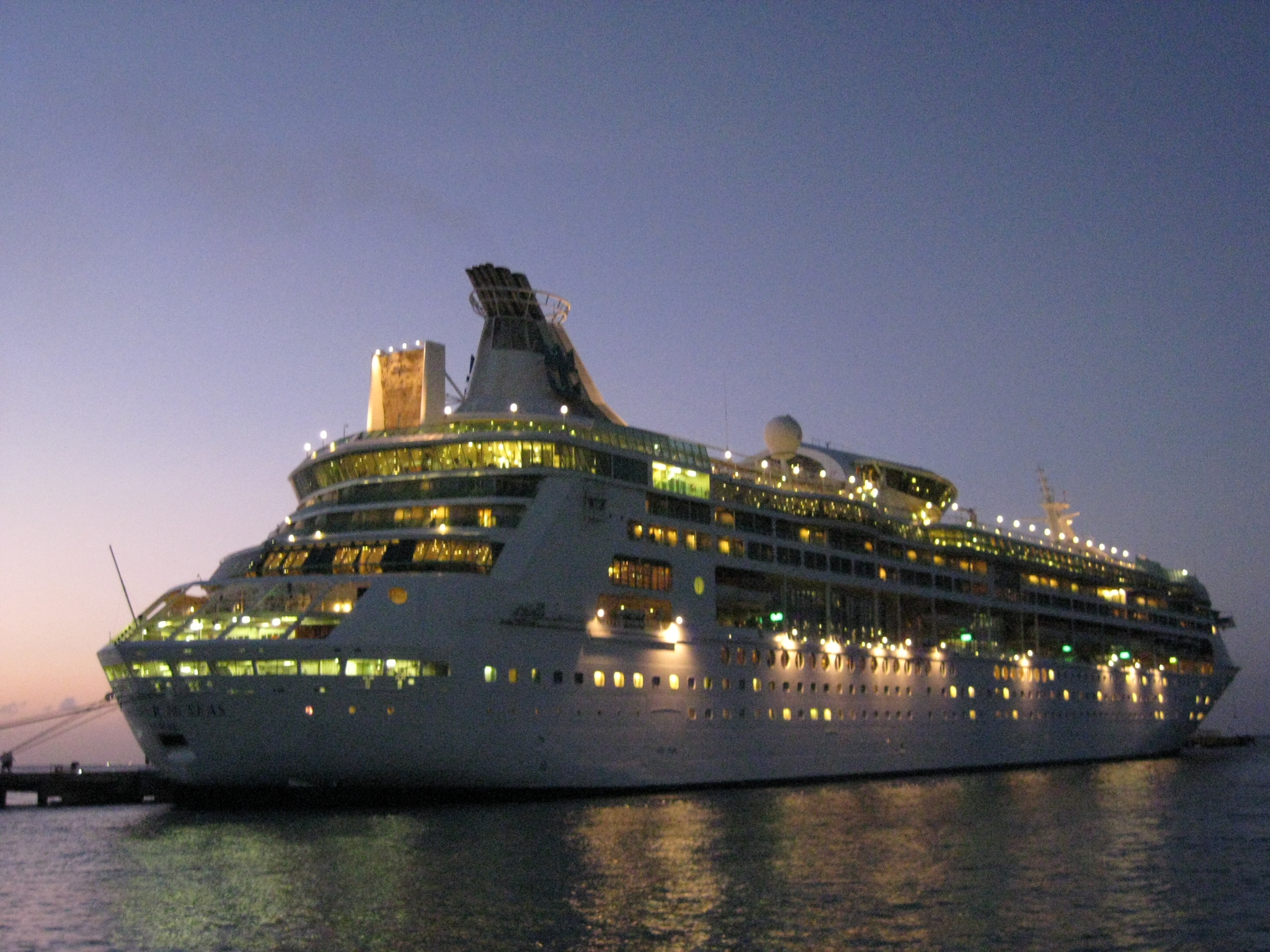
Le Grandeur of the Seas au large de Cozumel (Mexique), en 2009.

Dans la nuit du 27 mai 2013, alors qu'il effectuait une croisière dans les Bahamas, un incendie se déclare à l'arrière du navire avec 2224 passagers à bord. La poupe du navire est sérieusement endommagée.